# Starman (David Bowie)
Starman is een nummer van de Britse muzikant David Bowie, uitgebracht als single in 1972. Het was de vierde track op het album The Rise and Fall of Ziggy Stardust and the Spiders from Mars nadat Dennis Katz van RCA Records een demo van het nummer hoorde en dacht dat het een goede single zou zijn. Het verving hiermee de Chuck Berry-cover "Round and Round".

## Achtergrond
De tekst beschrijft dat Ziggy Stardust, het titelkarakter van het album, die een boodschap met hoop brengt naar de jeugd van de planeet aarde door middel van het gebruik van de radio, een redding van een alien genaamd "Starman". Het nummer wordt verteld vanuit het oogpunt van een van de jongeren die Ziggy hoort. Volgens Bowie zelf is Ziggy Stardust niet de Starman maar alleen zijn aardse boodschapper.
De muziek is geschreven in een poprock-stijl, met prominent gebruik van de akoestische gitaar en een snaararrangement van Mick Ronson dat doet denken aan Bowie's voorgaande album Hunky Dory uit 1971. Het refrein is losjes gebaseerd op het nummer "Over the Rainbow" uit de film The Wizard of Oz, wat verwijst naar de afkomst van de Starman ("over the rainbow") en het verschil in octaven in het woord "Starman" is gelijk aan die van het woord "Somewhere" in "Over the Rainbow". Andere invloeden bevatten onder anderen de T. Rex-nummers "Telegram Sam" en "Hot Love" en het Holland-Dozier-Holland-nummer "You Keep Me Hangin' On".
Vanuit commercieel oogpunt was "Starman" een hoogtepunt in de carrière van Bowie, het werd zijn eerste hit sinds "Space Oddity" uit 1969. Veel mensen dachten echter dat dit zelfs zijn eerste opname was sinds "Space Oddity" en namen aan dat het een vervolg was op de eerdere single.
Oorspronkelijk verkocht de single niet spectaculair veel, maar wel stabiel. Na een optreden in Top of the Pops in juli 1972 (wat foutief het eerste tv-optreden wordt genoemd van "Starman", terwijl het drie weken eerder ook op de ITV-show Lift Off With Ayshea werd gespeeld) verkocht de single een stuk beter en kwam op de tiende plaats in het Verenigd Koninkrijk en de 65e plaats in de Verenigde Staten terecht. Bowie's optreden met zijn band The Spiders from Mars werd beroemd en veel fans beschrijven dit als hun eerste herinnering aan de zanger.
De singleversie van "Starman" bevatte oorspronkelijk een "luide mix" van de morsesectie tussen het couplet en het refrein. Deze mix verscheen op het originele album uit het Verenigd Koninkrijk, maar niet op andere versies van het album die internationaal werden uitgebracht. Het verscheen niet op cd tot het compilatiealbum Nothing Has Changed uit 2014.

## Tracklist
- Beide nummers geschreven door David Bowie.

1. "Starman" - 4:16
2. "Suffragette City" - 3:25

De Portugese versie van de single bevatte "John, I'm Only Dancing" en "Hang On to Yourself" als extra B-kanten.

## Muzikanten
- David Bowie: zang, akoestische gitaar, piano, snaararrangement
- Mick Ronson: leadgitaar, orgel
- Trevor Bolder: basgitaar
- Mick "Woody" Woodmansey: drums

## NPO Radio 2 Top 2000
| Nummer met noteringen in de NPO Radio 2 Top 2000 | '16 | '17 | '18 | '19 | '20 | '21 | '22 | '23 | '24 |
| ------------------------------------------------ | --- | --- | --- | --- | --- | --- | --- | --- | --- |
| Starman                                          | 270 | 378 | 357 | 315 | 399 | 239 | 317 | 284 | 226 |

1. ↑  Een vetgedrukt getal geeft de hoogste notering aan.
2. ↑  2016 was het eerste jaar met een notering voor dit nummer.

## Cover
Culture Club coverde het nummer in 1999 in hun single Cold Shoulder / Starman.